# Шнеерсон, Герман Абрамович
Герман Абрамович Шнеерсон (род. 13 июня 1932 года) — советский и российский физик, специалист в области физики и техники сильных и сверхсильных магнитных полей, импульсной энергетики и высоковольтной импульсной техники, член-корреспондент РАН (2011).

## Биография
Родился 13 июня 1932 года.
В 1956 году окончил электромеханический факультет Ленинградского политехнического института.
Профессор кафедры «Техника высоких напряжений и электроэнергетика» Санкт-Петербургского государственного политехнического университета.
В 2011 году избран членом-корреспондентом РАН.

## Научная деятельность
Специалист в области физики и техники сильных и сверхсильных магнитных полей, импульсной энергетики и высоковольтной импульсной техники.
Провел исследования связаные с получением сверхсильных («мегагауссных») импульсных магнитных полей и исследованиями пpоцессов взаимодействия свеpхсильного поля с пpоводниками. В ходе опытов было достигнуто поле с рекордной для лабораторных условий индукцией, выполнены теоретические исследования, описывающие нелинейную диффузию сверхсильного поля в проводники, фазовый переход при электрическом взрыве поверхностного слоя, ударную волну и гидродинамическое течение среды, инициированные мегагауссным полем. Многие результаты этого многолетнего цикла исследований были получены впервые. В исследованиях последних лет обнаружено ускорение границы плазмы и генерация интенсивного рентгеновского излучения при электрическом взрыве проволок в вакууме в сверхсильном аксиальном поле.
Под его руководством разработан и построен ряд генераторов с предельно малой индуктивностью, включая емкостной накопитель с энергией 1600 кДж- один из крупнейших среди установок такого класса.. Создание подобных источников энергии, а также магнитных систем, работающих при резко выраженном поверхностном эффекте, потребовало разработки специальных методов расчета полей и переходных процессов. В этой области ему удалось получить ряд новых для своего времени результатов (расчет краевого эффекта методом сшивания, теория токораспределения в бифилярных шинах и проводящих листах с разрезами, решения вариационных задач по минимизации нагрева поверхностного слоя проводников в импульсном поле, оптимизация режимов ускорения проводников электромагнитными силами и др.).
В последние годы большое место в работах лаборатории Шнеерсона Г. А. уделяется технологическому применению импульсных полей и электрических разрядов. Вместе с тем он продолжает работы в области сверхсильных полей: им предложена и при поддержке фондов CRDFи РФФИ в последние годы разрабатывается новая концепция в области получения сверхсильных магнитных полей, основанная на использовании соленоидов с квазибессиловой обмоткой. Эти работы открывают возможности достижения полей с индукцией выше 100 Т.в неразрушаемых магнитах.
Читает четыре курса лекций на кафедре «Электроэнергетика и техника высоких напряжений» СПбГПУ.
Под его руководством подготовлено 20 кандидатов и докторов наук.
Член редколлегии «Журнала технической физики», член диссертационных советов.
Академик Российской Академии электротехнических наук.

## Награды
- Заслуженный деятель науки Российской Федерации (2007)
- Заслуженный работник высшей школы Российской Федерации
- Премия Правительства Санкт-Петербурга за выдающиеся научные результаты в области науки и техники в 2023 году. Номинация технические науки — премия имени А. Н. Крылова (Постановление Правительства Санкт-Петербурга от 23.05.2023 № 483). «За фундаментальные результаты в области физики и техники сильных магнитных полей и высоковольтной импульсной энергетики».